# Saint-Georges (Charente)
Saint-Georges is een gemeente in het Franse departement Charente (regio Nouvelle-Aquitaine) en telt 54 inwoners (2009). De plaats maakt deel uit van het arrondissement Confolens.

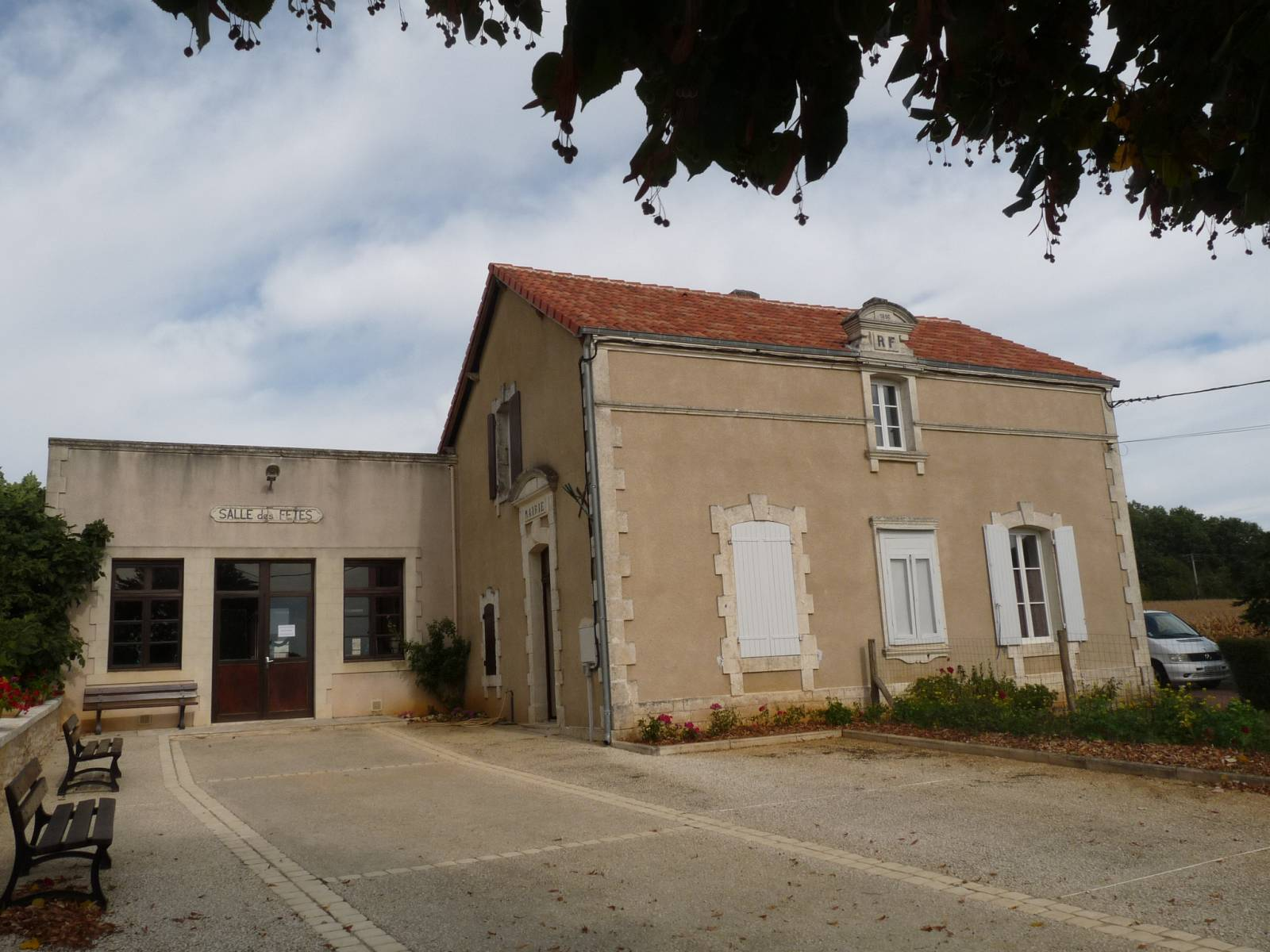
Gemeentehuis
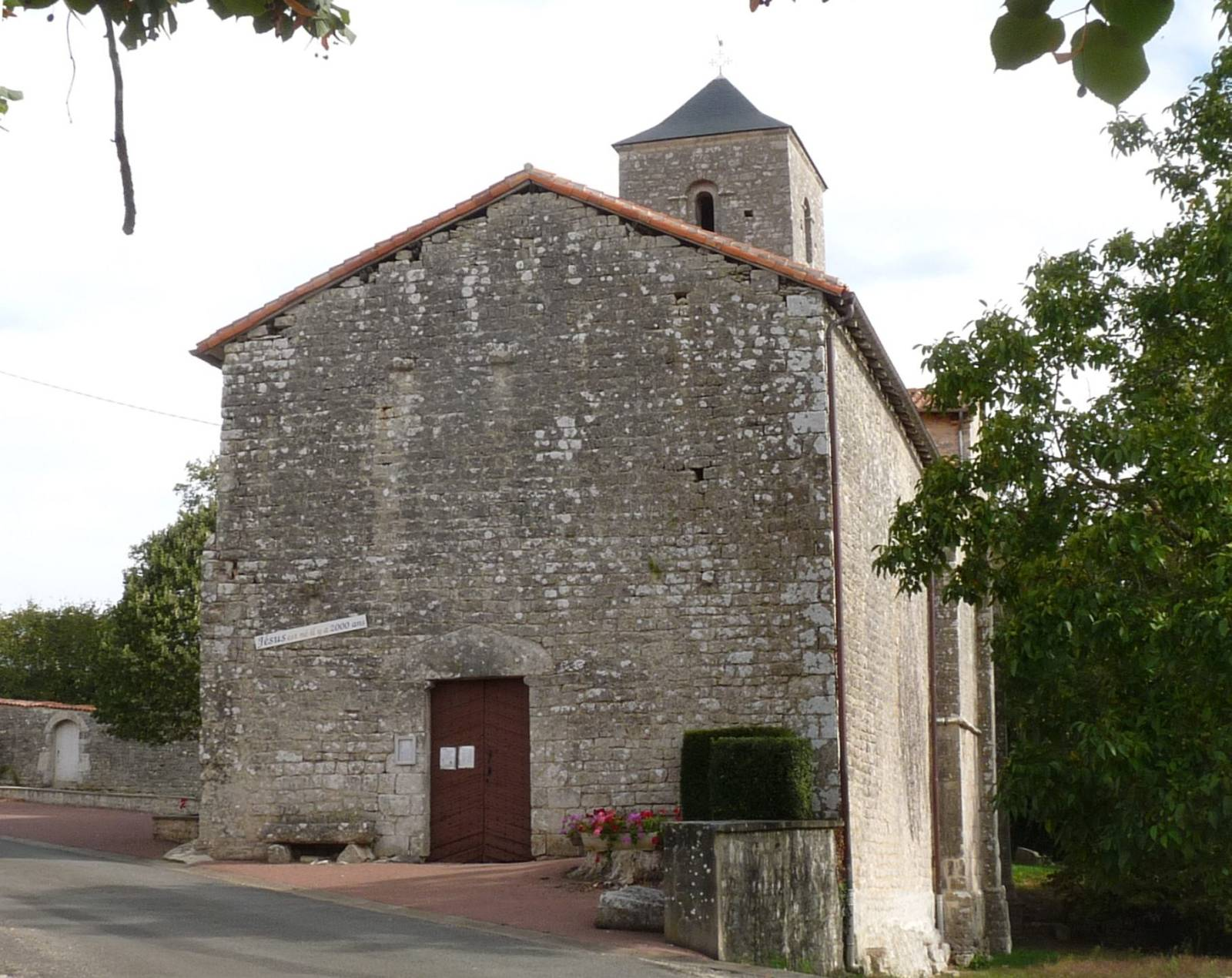
Kerk van Saint-Georges

## Geografie
De oppervlakte van Saint-Georges bedraagt 2,3 km², de bevolkingsdichtheid is dus 23,5 inwoners per km².
De onderstaande kaart toont de ligging van Saint-Georges (Charente) met de belangrijkste infrastructuur en aangrenzende gemeenten.

## Demografie
Onderstaande figuur toont het verloop van het inwonertal (bron: INSEE-tellingen).